# Lac Bleu (Evolène)
Der Lac Bleu (deutsch blauer See) ist ein Bergsee bei Arolla im Val d’Hérens auf Gemeindegebiet von Evolène im Schweizer Kanton Wallis. Zur Unterscheidung von gleichnamigen Seen wird er auch Lac Bleu du Louché oder Lac Bleu d’Arolla genannt.

## Geographie
Der Lac Bleu liegt auf 2091 m ü. M. im Gebiet Le Louché an der Westflanke des Tals und ist von Lärchen und Arven umgeben. Die namensgebende intensive blaue Färbung des sehr klaren Wassers entsteht durch eine Kombination aus Algen und Tonmineralien.
Die Quelle des Zuflusses zum See befindet sich nur 10 Meter oberhalb des Sees. Sein Abfluss mündet in den Torrent des Aiguilles Rouges (in Bezug auf Aiguilles Rouges d’Arolla), welcher seinerseits nach ca. 280 m bei Satarma in die Borgne d’Arolla mündet.

## Zugang
Der See kann über einen Wanderweg in ca. 45 Minuten von La Gouille (Postautohaltestelle) aus erreicht werden. Von Arolla aus beträgt die Gehzeit rund 1,5 Stunden.